# ليوبولد كوبل
ليوبولد كوبل (بالألمانية: Leopold Koppel)‏ هو مصرفي ألماني، ولد في 20 أكتوبر 1843 في درسدن في ألمانيا، وتوفي في 29 أغسطس 1933 في برلين في ألمانيا.